# مبهم (مجموعه تلویزیونی)
مبهم (کره‌ای: 미스티؛ انگلیسی: Misty) یک مجموعهٔ تلویزیونی کره جنوبی سال ۲۰۱۸ با بازی کیم نام جو و جی جین هی است. این مجموعه اولین اثر تلویزیونی کیم نام جو پس از شش سال است. مبهم از ۲ فوریه تا ۲۴ مارس ۲۰۱۸، روزهای جمعه و شنبه ساعت ۲۳:۰۰ (کی‌اس‌تی) از جی‌تی‌بی‌سی برای ۱۶ قسمت پخش شد.